# Wolfgang Iser
Wolfgang Iser (Marienberg, Alemania, 22 de julio de 1926 - 24 de enero de 2007) fue un teórico de la literatura alemana. 

## Biografía
Nació en Marienberg, Alemania.  Sus padres se llamaban Paul y Else (Steinbach) Iser. Estudió literatura en las universidades de Leipzig, Tübingen y Heidelberg. Pasado un año fue nombrado profesor en Heidelberg y en 1952 pasó a trabajar a la Universidad de Glasgow. Allí empezó a explorar la filosofía y literatura contemporáneas, lo que profundizó su interés en el intercambio intercultural. Así pues, se convirtió en un cosmopolita, dando, entre otras cosas, conferencias en Asia e Israel. 

## Teoría
Es conocido por su teoría del Acto de leer, dentro de la Teoría de la literatura. Esta teoría comenzó a evolucionar en 1967, mientras trabajaba en la Universidad de Constanza. Junto con Hans Robert Jauss es considerado el fundador de la Escuela de Costanza de recepción estética. Esta teoría es similar a la pragmática, ambas pretenden describir la relación del lector con el texto y el autor. Iser describe el proceso de la primera lectura, cómo el texto se desarrolla en su totalidad y cómo el diálogo entre el lector y el texto tiene lugar.
En rutas de la interpretación, Iser se propone un análisis de la hermenéutica. Parte de Schleiermacher y continúa con Paul Ricoeur para hablar, de una forma rigurosa pero densa, sobre los caminos posibles del acto de interpretar, que son siempre una forma de traducción.

### Sobre la teoría de la recepción
Wolfgang Iser es considerado uno de los principales representantes de la teoría de la recepción junto con Hans Robert Jauss. Sus teorías principales se sustentan de manera considerable en la fenomenología de Roman Ingarden y en la hermenéutica de Hans-Georg Gadamer. La teoría de Iser propone tomar en cuenta la importancia del lector, de la misma manera en que la crítica dé la respuesta de lector. Sin embargo, Iser difería en algunos aspectos de dicha crítica, ya que creía que el texto tiene una estructura objetiva, a pesar de que dicha estructura deba ser completada por el lector.
Lo importante de la teoría propuesta por Iser es que confirma que los textos literarios desarrollan "espacios en blanco" que deben ser completados por el lector mediante de su imaginación.Ya que es un proceso inevitable, donde el lector busca unificarlo y hacerlo coherente al texto, mediante un proceso continuo que se desarrolla en el momento de la lectura. Iser propone que, en la interacción entre el texto y el lector, la respuesta estética es creada, mediante una serie de conjeturas, inferencias, saltos lógicos, y suposiciones por parte del lector, que se modifican constantemente de acuerdo a la compatibilidad del texto con dichas conjeturas por parte del lector.

## Obras
- Die Weltanschauung Henry Fieldings (1952)
- Walter Pater. Die Autonomie des Ästhetischen (1960)
- Der implizite Leser. Kommunikationsformen des Romans von Bunyan bis Beckett (1972)
- Der Akt des Lesens. Theorie ästhetischer Wirkung (1976)
- Laurence Sternes "Tristram Shandy". Inszenierte Subjektivität (1987)
- Shakespeares Historien. Genesis und Geltung (1988)
- Prospecting: From Reader Response to Literary Anthropology (1989)
- Das Fiktive und das Imaginäre. Perspektiven literarischer Anthropologie (1991)
- The Range of Interpretation (2000)
- How to do theory (2006)